# Lutz Ulbricht
Lutz Ulbricht (* 9. November 1942 in Berlin; † 23. Dezember 2022) war ein deutscher Ruderer. Er gewann 1968 die olympische Goldmedaille im Achter.
Ulbricht startete in Frankfurt am Main für die Frankfurter Rudergesellschaft Germania 1869. 1963 wurde er zusammen mit Detlef Damboldt im Zweier ohne Steuermann Dritter der Deutschen Meisterschaft, 1964 wurden die beiden Vizemeister hinter dem Karlsruher Boot mit Michael Schwan und Wolfgang Hottenrott. Aus diesen vier Ruderern wurde 1965 ein Vierer ohne Steuermann zusammengestellt, der auf Anhieb die Deutsche Meisterschaft gewann und Vizeeuropameister wurde.
1966 wechselten Ulbricht und Schwan in den Deutschland-Achter unter Karl Adam. Dieses Boot gewann den Deutschen Meistertitel und siegte auch bei der Weltmeisterschaft in Bled. 1968 saß Ulbricht erneut im Deutschland-Achter. Horst Meyer, Dirk Schreyer, Rüdiger Henning, Wolfgang Hottenrott, Lutz Ulbricht, Egbert Hirschfelder, Jörg Siebert, Roland Boese und Steuermann Gunther Tiersch wurden gemeinsam Deutscher Meister. Bei den Olympischen Spielen musste Roland Boese wegen Krankheit durch Niko Ott ersetzt werden und diese Besetzung gewann dann auch Gold vor den Australiern. Der Deutschland-Achter wurde 1968 zur Mannschaft des Jahres gewählt.
1969 siegte Ulbricht zusammen mit Bernd Gördes bei der Deutschen Meisterschaft im Zweier ohne. 1970 ruderte er zusammen mit Udo Brecht und die beiden gewannen Bronze bei der Weltmeisterschaft in St. Catharines. Auch bei den Olympischen Spielen 1972 in München startete Ulbricht im Zweier ohne, diesmal zusammen mit Erwin Haas. Die beiden verpassten allerdings das Finale und gewannen das B-Finale, womit sie insgesamt auf den siebten Platz kamen.